# 코트디부아르의 역사
코트디부아르의 습한 기후에서 사람의 유해가 잘 보존되지 않았기 때문에 코트디부아르의 첫 번째 인간 존재 날짜는 결정하기 어려웠다. 그러나 오래된 무기와 도구 조각(구체적으로는 셰일이나 요리나 어업의 잔재를 잘라낸 연마된 도끼)이 나라에 존재했다는 것은 구석기 시대(기원전 15,000년~10,000년) 또는 최소한 신석기 시대에는 인간이 많이 존재했음을 보여주는 것으로 해석되어 왔다.  그러나 코트디부아르에 살았던 것으로 알려진 초기 거주자들은 이 지역 전역에 흩어져 있는 흔적을 남겼다. 역사학자들은 이들이 모두 이주했거나 현재 거주자들의 조상들에 의해 흡수되었다고 믿는다. 16세기 이전에 도착한 민족으로는 아부아소, 프레스코, 그랜드라후, 에가, 디보 등이 있다.

## 선사 및 초기 역사
코트디부아르의 원래 거주자들에 대해서는 거의 알려져 있지 않다. 역사학자들은 이들이 모두 이주했거나 현재 거주자들의 조상들에 의해 흡수되었다고 믿는다. 최초의 기록된 역사는 고대 로마 시대부터 소금, 노예, 금, 그리고 다른 물품으로 사하라를 가로지르는 카라반 무역을 했던 북아프리카 무슬림 상인들의 연대기에서 발견된다. 사하라 사막을 가로지르는 무역로의 남쪽 터미널은 사막의 가장자리에 위치해 있었고, 그곳에서부터 열대 우림의 가장자리에 이르는 남쪽까지 무역이 확장되었다. 더 중요한 터미널인 젠네, 가오, 팀북투는 수단 제국이 발전한 주요 상업 중심지로 성장했다. 그들의 강력한 군사력으로 무역로를 통제함으로써, 이 제국들은 이웃 국가들을 지배할 수 있었다. 수단 제국들은 또한 이슬람 학문의 중심지가 되었다. 이슬람교는 북아프리카에서 온 아랍인 무역업자들에 의해 서부 수단에 유입되었고 많은 중요한 통치자들이 개종한 후 빠르게 퍼져나갔다. 11세기부터 수단 제국의 통치자들이 이슬람을 받아들였고, 그 무렵에는 남쪽에 있던 상아해안의 북부 지역까지 퍼져나갔다.
수단 제국 중 가장 초기의 가나 제국은 4세기부터 13세기까지 오늘날의 모리타니 동부 지역에서 번성했다. 11세기에 그 세력이 최고조에 달했을 때, 그 왕국은 대서양에서 팀북투까지 확장되었다. 가나 제국의 쇠퇴 이후, 말리 제국은 강력한 이슬람 국가로 성장했고, 14세기 초에 정점에 도달했다. 코트디부아르에 있는 말리 제국의 영토는 오디엔 주변의 북서쪽 구석으로 제한되었다. 그 중 하나인 송가이는 14세기에서 16세기 사이에 제국으로서 번영하였다. 송가이 역시 내부 불화로 세력이 약해졌고, 이는 파벌 싸움으로 이어졌다. 이 불화는 대부분의 사람들이 숲으로 남하하는 것을 자극했다.
그 나라의 남반부를 덮고 있는 울창한 열대 우림은 더 북쪽에서 볼 때 대규모 정치 조직에 장벽을 만들었다. 주민들은 외부 세계와의 접촉이 장거리 무역업자를 통해 걸러지는 마을이나 마을 군락에 살았다. 마을 사람들은 농업과 사냥으로 생계를 유지했다.
유럽 이전 시대에 코트디부아르에서는 다섯 개의 중요한 국가가 번영했다. 무슬림 콩 제국은 18세기 초 말리 제국 치하에서 이슬람화를 피해 온 세누포족이 거주하던 중북부 지역에 딜라족에 의해 세워졌다. 비록 콩은 농업, 무역, 공예의 번영의 중심지가 되었지만, 민족적 다양성과 종교적 불화는 점차 왕국을 약화시켰다. 콩 시는 1895년 사모리 투레에 의해 파괴되었다.
보노족의 갸만 왕국은 17세기에 아칸족인 아브론족에 의해 세워졌다. 아브론족은 발전하는 아샨티 연합을 피해 오늘날의 가나로 이주했다. 봉두쿠 남쪽의 정착지에서 아브론족은 시장도시 보노만에서 온 최근의 이주자들인 봉두쿠의 딜라족에 대한 그들의 패권을 점차 확장했다. 봉두쿠는 상업과 이슬람의 주요 중심지로 발전했다. 그 왕국의 쿠란 학자들은 서아프리카의 모든 지역에서 온 학생들을 끌어들였다. 18세기 중반 코트디부아르의 동부 중부에서 아칸테를 탈출한 다른 아칸족들은 사카소에 바울레 왕국을 세웠고 두 개의 아그니 왕국, 인데니에와 산위 왕국을 세웠다. 바울레 가문은 아샨티 가문과 마찬가지로 세 명의 연속된 통치자 아래 고도로 중앙집권화된 정치와 행정 구조를 구축했지만, 마침내 더 작은 군주국으로 분열되었다. 그들의 왕국이 붕괴되었음에도 불구하고, 바울레 가문은 프랑스의 예속령에 강하게 저항했다. 아그니 왕국의 통치자들의 후손들은 코트디부아르가 독립한 이후에도 오랫동안 자신들의 정체성을 유지하려고 노력했고, 1969년 말, 크린자보의 산위족은 코트디부아르의 독립을 위해 노력했다.

## 프랑스 지배의 확립
1886년, 효과적인 점령에 대한 주장을 뒷받침하기 위해, 프랑스는 다시 서아프리카 해안 교역소를 직접 장악하고 내륙의 탐험을 가속화하기 시작했다. 1887년 루이스 구스타브 빙자 중위는 코트디부아르 내륙의 일부를 횡단하는 2년간의 여행을 시작했다. 여정이 끝날 무렵, 그는 코트디부아르에 프랑스 보호령을 설립하는 4개의 조약을 맺었다. 1887년 아서 베르디에의 대리인인 마르셀 트라이히라플뢰네은 나이저강 유역의 본류에서 코트디부아르까지 프랑스의 영향력을 확대하는 다섯 가지 추가 협정을 협상했다.
1880년대 말, 프랑스는 코트디부아르 연안에 대한 효과적인 통제권을 확립했고, 1889년 영국은 이 지역에서 프랑스의 주권을 인정했다. 같은 해, 프랑스는 트라이히라플뢰네를 이 지역의 총독으로 임명했다. 1893년 코트디부아르는 프랑스의 식민지가 되었고, 그 후 빙자 대위가 총독으로 임명되었다. 1892년 라이베리아와 1893년 영국과의 협정으로 식민지의 동부와 서부 경계는 결정되었지만, 북부 국경은 1947년까지 고정되지 않았다. 왜냐하면 프랑스 정부가 경제적, 행정적인 이유로 코트디부아르에 프랑스령 오트볼타 (오늘날의 부르키나파소)와 프랑스령 수단 (오늘날의 말리)의 일부를 붙이려는 노력 때문이다.
분할 과정 내내, 아프리카인들은 가끔 지나가는 백인에 대해 거의 신경을 쓰지 않았다. 작고 고립된 공동체의 많은 지역 통치자들은 그들의 권위를 손상시키는 조약의 중요성에 대해 이해하지 못하거나 더 자주 프랑스에게 현혹되었다. 그러나 다른 지역 지도자들은 프랑스가 적대적인 이웃 국가들과의 분쟁이 발생할 경우 경제적 문제를 해결하거나 동맹국이 될 수 있다고 생각했다. 결국, 지역 통치자들에 의한 주권의 상실은 종종 프랑스의 침략에 대한 지원의 결과라기보다는 프랑스의 기만과 군사력에 대항할 수 없는 결과였다.

## 프랑스 식민지 시대
코트디부아르는 1893년 3월 10일 공식적으로 프랑스의 식민지가 되었다. 골드코스트 변경 지역을 탐험한 빙자가 초대 총독으로 임명되었다. 그는 라이베리아, 영국과 국경 조약을 협상하였고, 1898년까지 프랑스에 대항한 만딩고족의 족장 사모리 투레에 대항하여 전쟁을 시작하였다.
프랑스 통치 초기에, 프랑스군 파견대는 새로운 초소를 건설하기 위해 내륙으로 파견되었다. 프랑스의 침투와 정착은 보호 조약이 발효된 지역에서도 지역 주민들의 많은 저항에 부딪혔다. 사모리 투레는 1880년대와 1890년대에 오늘날의 기니, 말리, 부르키나파소, 코트디부아르 등지에 걸쳐 제국을 세웠다. 투레의 군대는 자체적인 화기를 제조하고 수리할 수 있었고, 지역 전역에서 강력한 지원을 받았다. 프랑스는 사모리 투레의 지역 통제 확대에 군사적 압력으로 대응했다. 투레에 대한 프랑스군의 저항은 1890년대 중반에 격렬해졌고, 1898년에 투레는 붙잡혔다.
1900년 프랑스가 공공사업을 할 수 있도록 세금을 부과한 것은 많은 반란을 일으켰다. 코트디부아르의 식민지 정부가 수행한 공공 사업 프로그램과 천연 자원의 개발은 엄청난 노동력을 필요로 했다. 이에 따라 프랑스는 성년인 코트디부아르가 국가에 대한 의무의 일환으로 매년 10일 동안 아무런 보상 없이 일하도록 강제 노동 제도를 도입했다. 이 제도는 프랑스 식민통치의 가장 혐오스러운 측면으로 오용되었다. 코트디부아르의 인구는 프랑스령 서아프리카에서 노동력을 가장 많이 사용하는 농장이나 삼림에 대한 노동 수요를 충족시키기에 부족했기 때문에, 프랑스는 코트디부아르의 노동자들을 고용했다. 이 노동력의 원천은 코트디부아르의 경제 생활에 매우 중요했기 때문에 1932년 AOF는 코트디부아르의 오트볼타의 대부분을 합병하여 하나의 식민지로 관리했다. 많은 코트디부아르는 프랑스가 이제 그 반대보다는 지역 왕들에게 풍습과 동등한 복장을 요구하는 것처럼 보였기 때문에 이 세금을 보호령 조약의 위반으로 보았다. 많은 사람들, 특히 내륙의 사람들 또한 세금을 굴욕적인 복종 상징으로 여겼다.
1904년부터 1958년까지 코트디부아르는 프랑스령 서아프리카 연방의 구성 단위였다. 이곳은 제3공화국 치하의 식민지이자 해외 영토였다. 제2차 세계 대전 이후까지 프랑스령 서아프리카의 정부 업무는 파리에서 관리되었다. 프랑스의 서아프리카 정책은 주로 "연관"이라는 철학에 반영되었는데, 이는 코트디부아르의 모든 아프리카인들이 공식적으로 아프리카나 프랑스에서 대표권이 없는 프랑스의 "신민"이라는 것을 의미한다. 1905년, 프랑스는 공식적으로 프랑스령 서아프리카의 대부분 지역에서 노예제도를 폐지했다.
1908년 가브리엘 앙굴반트는 코트디부아르 주지사로 임명되었다. 아프리카에서의 경험이 거의 없었던 앙굴반트는 코트디부아르의 개발이 식민지의 강력한 정복, 이른바 평화화 이후에나 진행될 수 있다고 믿었다. 그리하여 그는 저항을 진압하기 위해 내륙으로 군사 원정을 보내면서 활발한 원정을 시작했다. 이러한 원정의 결과로, 지역 통치자들은 기존의 노예제도 반대법을 준수하고, 프랑스군에 짐꾼과 식량을 공급하고, 프랑스의 무역과 인력의 보호를 보장해야 했다. 이에 대한 보답으로, 프랑스는 지역 관습을 그대로 두기로 동의했고, 특별히 통치자 선정에 개입하지 않기로 약속했다. 그러나 프랑스는 종종 협정의 자신들의 편을 무시하고, 반란의 선동자로 간주되는 통치자들을 추방하거나 간섭했다. 그들은 또한 마을들을 재편성하고 식민지의 대부분에 걸쳐 통일된 행정을 수립했다. 마침내, 그들은 그 풍습을 성과에 따른 용돈으로 대체했다.
프랑스의 식민지 정책은 동화와 결사의 개념을 통합했다. 동화는 다른 모든 것에 비해 프랑스 문화의 내재적 우월성을 전제로 했기 때문에 실제로 식민지에서의 동화 정책은 프랑스어와 제도, 법률, 관습의 확장을 의미했다. 연합정책은 또한 식민지에서 프랑스의 우월성을 확인했지만, 식민지와 식민지를 위한 다른 제도와 법 체계를 포함했다. 이 정책 아래, 코트디부아르의 아프리카인들은 프랑스의 이익에 부합하는 한 자신들의 관습을 보존하는 것이 허용되었다. 프랑스 행정 실무 교육을 받은 원주민 엘리트들은 프랑스와 아프리카 사이의 중개 그룹을 형성했다.
코트디부아르에서는 1930년 이후 소수의 서구화된 코트디부아르인들이 프랑스 시민권을 신청할 수 있는 권리를 부여받을 정도로 동화되었다. 그러나 대부분의 코트디부아르인들은 프랑스 신민으로 분류되었고, 결사의 원칙에 따라 통치되었다. 프랑스의 국민으로서 그들은 정치적 권리가 없었다. 게다가, 그들은 그들의 세금 책임의 일부로서 광산, 농장, 짐꾼, 공공 프로젝트에 일하기 위해 징집되었다. 그들은 또한 군복무를 할 것으로 예상되었고, 별도의 법 체계인 신분의 적용을 받았다.
제2차 세계 대전에서, 비시 정권은 장군들의 일원이었던 1943년까지 통제권을 유지했다. 샤를 드골의 임시 정부는 모든 프랑스령 서아프리카의 지배를 맡았다. 1944년 브라자빌 회의, 1946년 ]]프랑스 제4공화국|제4공화국]] 제1차 제헌의회, 그리고 제2차 세계 대전 동안 아프리카의 충성심에 대한 프랑스의 감사로 1946년 광범위한 정부 개혁이 이루어졌다. 프랑스 시민권은 모든 아프리카 "신민"에게 주어졌고, 정치적으로 조직할 수 있는 권리가 인정되었고, 다양한 형태의 강제 노동이 폐지되었다. 프랑스와의 관계에서 전환점은 1956년 해외 개혁법으로 이루어졌는데, 이 법은 파리에서 선출된 프랑스령 서아프리카의 영토 정부로 많은 권한을 이양하고 남은 투표 불평등을 제거했다.
1958년까지 파리에서 임명된 주지사들은 코트디부아르 식민지를 직접적이고 중앙집권적인 행정 시스템을 사용하여 관리했다. 프랑스 식민지 정부는 또한 분리 통치 정책을 채택하여 교육받은 엘리트들에게만 동화 사상을 적용했다. 프랑스는 또한 작지만 영향력 있는 엘리트들이 반프랑스 정서를 자제할 수 있도록 현상에 만족하는 데에도 관심이 있었다. 사실, 그들은 결사의 관행에 강하게 반대했지만, 교육을 받은 코트디부아르인들은 그들이 프랑스로부터 완전한 독립보다는 동화를 통해 프랑스 동료들과 평등을 이룰 것이라고 믿었고, 이것은 프랑스 소유로 남는 것에 대한 엄청난 경제적 이점을 없앨 것이다. 그러나 동화 교리가 완전히, 적어도 원칙적으로, 전후 개혁을 통해 실행된 후, 코트디부아르의 지도자들은 동화조차도 코트디부아르에 대한 프랑스의 우월성을 암시하고 차별과 불평등은 독립과 함께 끝날 것이라는 것을 깨달았다.

## 독립
1944년 초 샤를 드골은 프랑스의 정치를 바꾸고 "새로운 시대의 길"을 택하자고 제안했고, 1946년, 프랑스 제국은 1958년에 프랑스 공동체로 대체된 프랑스 연합으로 전환되었다.
그해 12월, 코트디부아르는 8월 7일, 협회에 반대표를 던진 기니를 제외한 프랑스령 서아프리카 연방의 모든 회원들에게 공동체 지위를 부여한 국민 투표의 결과로 프랑스 공동체 내의 자치 공화국이 되었다. 1960년 7월 11일 프랑스는 코트디부아르에 완전히 독립하는 데 동의했다. 코트디부아르는 1960년 8월 7일 독립하였고, 지역 사회 구성원 자격을 상실하였다. 수도는 상업도시 아비장이었다.
코트디부아르의 현대 정치사는 1993년 12월 7일 사망할 때까지 공화국의 대통령이자 당의 지도자였던 펠릭스 우푸에부아니의 경력과 밀접한 관련이 있다. 그는 모리타니를 제외한 프랑스령 서아프리카의 모든 영토를 위한 독립 전 지역간 정당인 아프리카 민족회의(RDA)의 창당자 중 한 명이다.
1944년 아프리카 농민들을 위해 개선된 조건을 얻고 PDCI의 핵을 형성한 아프리카 농업 연합의 설립자로서 정치적 명성을 얻었다. 제2차 세계 대전 이후, 그는 제1차 제헌의회에 근소한 차이로 당선되었다. 1946년부터 1959년까지 코트디부아르 국회의원을 지냈으며, 지역 간 정치 조직과 노동 조건의 개선을 위해 많은 노력을 기울였다. 1959년 4월 코트디부아르의 초대 총리가 되었고, 이듬해 초대 대통령으로 선출되었다.
1959년 5월, 우푸에부아니는 코트디부아르, 니제르, 오트볼타(부르키나파소), 다호메이(베냉)를 경제 발전을 촉진하는 지역 기구인 엔텐트 평의회에 이끌면서 서아프리카의 지배적 지위로 그의 입지를 강화했다. 그는 다른 아프리카 국가들의 내정 불개입 원칙을 인정하면서 아프리카 연대의 길은 단계적인 경제적, 정치적 협력을 통한 것이라고 주장했다.
우푸에부아니는 식민지 이후 대부분의 아프리카 지도자들보다 상당히 보수적이었으며, 서방과 긴밀한 관계를 유지했으며, 당시 많은 지도자들의 좌파와 반서방적 입장을 거부했다. 이것은 국가의 경제적, 정치적 안정에 기여했다.
최초의 다당제 대통령 선거는 1990년 10월에 열렸고, 우푸에부아니는 설득력 있게 승리했다.

## 같이 보기
- 아프리카의 역사
- 코트디부아르의 총리